# Domenico Antonio Vaccaro
Pour les articles homonymes, voir Famille Vaccaro.
Domenico Antonio Vaccaro (Naples, 3 juin 1678 - 13 juin 1745) est un sculpteur, architecte et peintre italien baroque de l'école napolitaine.

## Biographie
Domenico Antonio Vaccaro est le fils et l'élève de Lorenzo Vaccaro. Il fait partie des Vaccaro, une famille d'artistes italiens comprenant aussi Andrea Vaccaro (1604-1670), un élève de Girolamo Imparato.
L'essentiel de son œuvre est dans sa ville natale.

## Œuvres
- Statue de Moïse, église San Ferdinando, Naples.
- Statues de la Pénitence et de la Solitude, San Martino, Naples.
- Saint Benoît, Saint Benoît en gloire, Saints bénédictins, peintures de 1728, église Santa Maria di Monteverginella, Naples.
- Plan et construction de l'église Santa Maria della Concezione a Montecalvario (1718-1725)
- Plan de l'église Santi Giovanni e Teresa (construite plus tard en 1746)